# Franz Bernhard Meyer von Schauensee

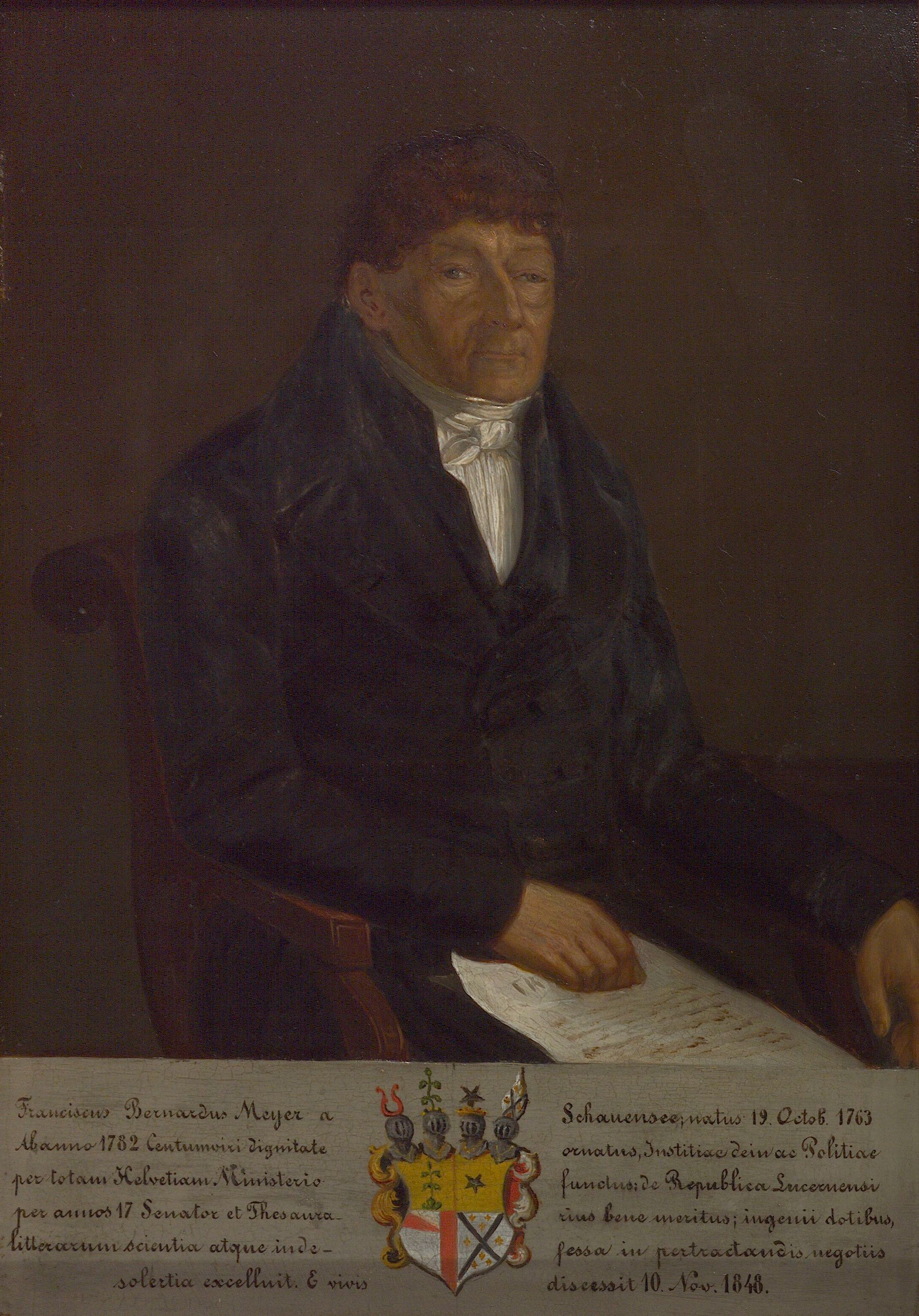
Porträt von Franz Bernard Meyer aus der Porträtgalerie der 'merkwürdigen Luzernerinnen und Luzerner'

Franz Bernhard Meyer von Schauensee (teilweise nur Franz Bernhard Meyer oder Meyer-Schauensee; * 19. Oktober 1763 in Luzern; † 10. November 1848 ebenda) war ein Schweizer Staatsmann.

## Herkunft und Familie
Meyer von Schauensee stammte aus der Luzerner Patrizierfamilie Meyer, die sich seit 1749 Meyer von Schauensee nannte, nachdem sie die Besitzung geerbt hatte. Sein Vater war der Luzerner Politiker und Landvogt Franz Rudolf Dietrich Meyer von Schauensee (1725–1801). Seine Brüder waren der General Maurus Meyer von Schauensee, der Kanoniker Ludwig Meyer von Schauensee (1768–1841) sowie der General Friedrich Fridolin Meyer von Schauensee (1777–1860). Anna Maria Rüttimann-Meyer von Schauensee war seine Schwester.

## Leben
Meyer von Schauensee besuchte zunächst von 1771 ab das Jesuitenkolleg in Luzern, anschliessend in den Jahren 1779 und 1780 das Kolleg von Pruntrut. Nach Abschluss seiner Ausbildung trat er noch 1780 in die Schweizergarde in Paris ein und verfolgte dort die militärische Laufbahn bis zum Hauptmannsrang. 1782 ging er zurück in seine Heimat nach Luzern, wurde Kaufmann und Mitglied des Luzerner Grossrats. Diese Position hatte er bis 1798 inne. Daneben wirkte er als Landvogt, zunächst 1787 bis 1789 als solcher von Büron und Triengen, dann von 1791 bis 1793 als Landvogt von Habsburg.
Meyer von Schauensee war ab 1786 Mitglied der Helvetischen Gesellschaft und bereits zuvor von 1782 bis 1794 der Helvetisch-militärischen Gesellschaft. Als Präsident der Helvetischen Gesellschaft hielt er 1796 eine Rede, mit der er sich klar gegen den fremden Kriegsdienst positionierte. Daneben war er ab 1787 Mitglied der Freimaurer in Basel sowie der aufgeklärten Luzerner Lesegesellschaft. Er ist der Luzerner Spätaufklärung zuzurechnen und war mit Johann Kaspar Lavater, Hans Caspar Hirzel, Paul Usteri, Peter Ochs, Johann Heinrich Pestalozzi und Philipp Emanuel von Fellenberg in Kontakt. Darüber hinaus war er in Paris, das er auch nach Ende seiner Dienstzeit besuchte, mit Charles-François Lebrun, Emmanuel Joseph Sieyès und Henri Grégoire verbunden.
Meyer von Schauensee wurde mit Gründung der Helvetischen Republik 1798 Minister der Justiz und Polizei. Als Unitarist trat er jedoch nach dem föderalistischen Staatsstreich vom 27./28. Oktober 1801 von seinem Amt zurück. Trotzdem ging er 1802 zur Helvetischen Consulta nach Paris.
Meyer von Schauensee war in der Folgezeit zunächst Privat- und Geschäftsmann und kehrte erst 1814 in die Politik zurück. Er galt nun als führendes Mitglied der Luzerner Restaurationsbewegung, verfasste eine am 14. Januar 1814 dem Kleinen Rat zugeleitete, von 21 Mitgliedern der alten Regierung unterzeichnete restaurative Schrift und gehörte kurze Zeit später dem Kleinen Rat von Luzern an. Er übernahm das Amt des Staatssäckelmeisters, in dem er beispielsweise den Bau der Gotthardstrasse förderte, sowie von 1816 bis 1831 das Amt des Administrators der Eidgenössischen Kriegskasse. Sein endgültiger Rückzug aus dem öffentlichen Leben erfolgte 1831, nachdem er sich bis zuletzt vehement gegen die erstarkenden liberalen Kräfte gewandt hatte.